# Peter Erskine
Pour les articles homonymes, voir Erskine.
Peter Erskine est un batteur de jazz, né le 5 juin 1954 à Somers Point, dans le New Jersey.
Il a commencé la musique à 4 ans, et sa carrière professionnelle a débuté en 1972 quand il a rejoint l'orchestre de Stan Kenton. Trois ans après, il le quitte pour celui de Maynard Ferguson (où il restera deux ans). En 1978, il rejoint Weather Report. Après 4 ans et 5 albums, il rejoint Steps Ahead. Il a joué sur l'album Pacifique de Claude Nougaro.

## Équipement
Kit actuel : Batterie Tama Star
Cymbales : Zildjian
- 14" K CUSTOM DARK HIHATS
- 22" K CONSTANTINOPLE MEDIUM THIN RIDE, HIGH
- 22" A SWISH KNOCKER
- 19" K DARK CRASH MEDIUM THIN

## Discographie
En tant que leader
- 1982 : Peter Erskine (Contemporary)
- 1987 : Transition (Denon)
- 1988 : Motion Poet (Denon)
- 1989 : Aurora (Denon)
- 1991 : Sweet Soul
- 1993 : You Never Know (ECM)
- 1994 : Time Being (en) (ECM)
- 1995 : From Kenton to Now avec Richard Torres (Fuzzy Music)
- 1995 : History of the Drum (Interworld)
- 1996 : As It Is (ECM)
- 1997 : Lava Jazz (Fuzzy Music)
- 1999 : Juni (en) (ECM)
- 2000 : Live at Rocco (Fuzzy Music)
- 2001 : Side Man Blue (Fuzzy Music)
- 2002 : Badlands (Fuzzy Music)
- 2007 : Worth the Wait with Tim Hagans (Fuzzy Music)
- 2010 : The Interlochen Concert (Fuzzy Music)
- 2011 : Joy Luck (Fuzzy Music)
- 2015 : Dr. Um (en) (Fuzzy Music)
- 2016 : Second Opinion (Fuzzy Music)
- 2016 : In Praise of Shadows (Fuzzy Music)
- 2018 : On Call (Fuzzy Music)

Avec Weather Report
- 1978 : Mr. Gone
- 1979 : 8:30
- 1980 : Night Passage
- 1982 : Weather Report
- 1986 : This Is This!

Avec Joni Mitchell
- 1979 : Mingus

Avec Steps Ahead
- 1981 : Paradox
- 1983 : Steps Ahead
- 1984 : Modern Times
- 1986 : Magnetic
- 2002 : Holding Together

Avec Claude Nougaro
- 1989 : Pacifique (sur Toulouse to win)

Avec Martial Solal et Marc Johnson
- 1995 : Triangle

Avec Iiro Rantala et Lars Danielsson
- 2005 : Aerial

Avec Kate Bush
- 2016 : How Long is Now ?

Avec Gary Peacock
- 1987: Guamba